# Iso-Kuukkanen
Iso-Kuukkanen är en sjö i kommunen Jyväskylä i landskapet Mellersta Finland i Finland. Sjön ligger 131,2 meter över havet. Den är 25 meter djup. Arean är 1,8 kvadratkilometer och strandlinjen är 9,61 kilometer lång. Sjön  ingår i Kymmene älvs huvudavrinningsområde.   Den ligger omkring 14 kilometer norr om Jyväskylä och omkring 250 kilometer norr om Helsingfors. 